# 855
855(팔백오십오)는 854보다 크고 856보다 작은 자연수다.

## 수학
- 합성수로, 그 약수는 총 12개다. (1, 3, 5, 9, 15, 19, 45, 57, 95, 171, 285, 855)
  - 855의 진약수의 합은 705이므로, 855는 부족수다.
- 15번째 십각수다. 앞의 십각수는 742, 다음은 976이다.
- {\displaystyle 855=11^{2}+12^{2}+13^{2}+14^{2}+15^{2}}
  - 연속하는 자연수 5개의 제곱합으로 나타낼 수 있으며, 이 성질을 지닌 앞의 수는 730, 다음 수는 990이다.
- {\displaystyle 855=7^{3}+8^{3}}
  - 연속하는 두 자연수의 세제곱합으로 나타낼 수 있으며, 이 성질을 지닌 앞의 수는 559, 다음 수는 1241이다.
- {\displaystyle 855=2^{5}\times 3^{3}-3^{2}}

## 과학
- NGC 855(영어판): 삼각형자리 방향에 있는 타원은하.

## 교통
- 855번 지방도: 전라남도 고흥군 도화면에서 점암면까지 이어지는 대한민국의 지방도.
- 855번 홋카이도도(일본어판)

## 군사
- 855 해군 항공대(영어판): 과거 존재한 영국의 해군 항공대.
- U-855(영어판): 제2차 세계 대전에 사용된 나치 독일의 군용 잠수함.

## 문화유산
- 대한민국의 보물 제855호: 차승자총통

## 기타
- 연도: 855년, 기원전 855년